# Artur Jędrzejczyk
Artur Marcin Jędrzejczykⓘ (ur. 4 listopada 1987 w Dębicy) – polski piłkarz występujący na pozycji obrońcy w Legii Warszawa. W latach 2010–2022 reprezentant kraju, uczestnik dwóch mistrzostw świata (2018 i 2022), oraz mistrzostw Europy 2016.

## Kariera klubowa

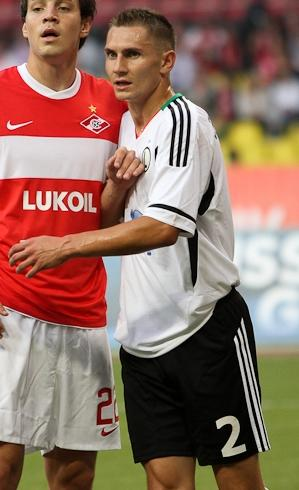
Artur Jędrzejczyk (z prawej) w barwach Legii Warszawa podczas meczu pucharowego ze Spartakiem Moskwa (2011)

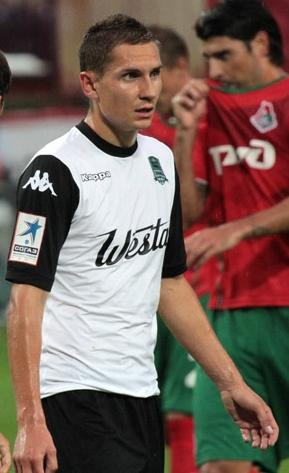
Artur Jędrzejczyk w barwach FK Krasnodar (2013)

### Początki
Piłkarską karierę rozpoczynał w Igloopolu Dębica. W rundzie wiosennej sezonu 2004/05 został włączony do drużyny seniorskiej, debiutując w IV lidze i strzelając pierwszą bramkę (we wrześniowym meczu ze Stalą Mielec, a jego gol zapewnił Igloopolowi remis 1:1). W końcówce sezonu zdobył drugą bramkę, w wygranym 2:1 wyjazdowym pojedynku z Kolbuszowianką Kolbuszowa. Igloopol walczył o awans, ostatecznie zajmując jednak 3. miejsce i tracąc do zwycięskiej Wisłoki Dębica pięć punktów.

### Legia Warszawa
W czerwcu 2006 r. w wyniku współpracy między Igloopolem Dębica a Legią Warszawa pojechał na zgrupowanie ze stołeczną drużyną do Wronek. Po przejściu testów trener warszawskiego zespołu, Dariusz Wdowczyk, przyznał, że prowadzony przez niego klub w sezonie 2006/2007 czeka dużo meczów do rozegrania, więc potrzeba mu wielu piłkarzy; z tego powodu zdecydował się na podpisanie kontraktu z młodym obrońcą. W Legii Jędrzejczyk zadebiutował 22 lipca w meczu o Superpuchar Polski z Wisłą Płock, w którym popełnił kilka błędów. Spotkanie zakończyło się zwycięstwem rywali 2:1, a piłkarz boisko opuścił w 78. minucie, kiedy zmienił go Maciej Korzym. W sierpniu rozegrał swój pierwszy mecz w Ekstraklasie, występując w pojedynku czwartej kolejki z ŁKS-em Łódź. Swój występ określił jako słaby, zaś brak formy wytłumaczył tym, że zagrał na nietypowej dla siebie wówczas pozycji – prawego obrońcy. Do końca sezonu pojawił się na murawie jeszcze w trzech spotkaniach Pucharu Ekstraklasy (w rundzie jesiennej znalazł się poza kadrą na mecze ligowe), w których również prezentował się przeciętnie – popełniał błędy w ustawieniu się i kryciu przeciwnika.

### GKS Jastrzębie
Na początku lipca 2007 r. rozpoczął przygotowania do nowego sezonu wraz z GKS-em Jastrzębie, a kilka dni później został wypożyczony na rok do tego klubu. W nowym zespole zadebiutował 29 lipca w wygranym 3:1 meczu z ŁKS-em Łomża. W spotkaniu siódmej kolejki z Podbeskidziem-Bielsko Biała strzelił gola samobójczego, który w dużym stopniu przyczynił się do porażki 1:2. We wrześniowym pojedynku z Kmitą Zabierzów został ukarany dwiema żółtym kartkami, a w konsekwencji czerwoną. W październiku, w trakcie meczu z Turem Turek, skręcił kolano, co spowodowało, że pauzował sześć miesięcy. Do gry powrócił w marcu 2008, podczas spotkania z Motorem Lublin. Do końca sezonu grał już regularnie, a łącznie wystąpił w 23 pojedynkach.

### Dolcan Ząbki
Przed sezonem 2008/09 powrócił do Legii. Swoją dobrą dyspozycją zwrócił na siebie uwagę szefów Lechii Gdańsk, którzy zabiegali o jego pozyskanie. Sztab szkoleniowy stołecznej drużyny z trenerem Janem Urbanem na czele zadecydowali jednak, że piłkarz pojedzie z Legią na pierwsze zgrupowanie i dopiero po jego zakończeniu podjęta zostanie decyzja odnośnie do jego przyszłości. W sparingowych meczach, w wyniku słabej formy Sebastiana Szałachowskiego, zawodnik ustawiany był na boku obrony, gdzie przyzwyczaił się grać. Nie pojechał jednak na turniej do Szwajcarii, lecz udał się na zgrupowanie Młodej Legii. W lipcu przebywał na testach w Koronie Kielce, która został zdegradowana do I ligi za korupcję, i zagrał w niej w kontrolnym pojedynku z KSZO Ostrowiec Świętokrzyski, w którym zaprezentował się z dobrej strony. Nie został jednak graczem kieleckiej drużyn, lecz został ponownie wypożyczony, tym razem do Dolcanu Ząbki. Szybko wywalczył w nim miejsce w podstawowej jedenastce, zaś trener Marcin Sasal nazwał go graczem młodym, ale już doświadczonym. Podczas pobytu w Dolcanie, Jędrzejczyk zagrał w 28 meczach. Strzelił także dwa gole: w spotkaniach z GKP Gorzów Wlkp. i Stalą Stalowa Wola. W kwietniu 2009 przedłużył kontrakt z Legią i latem powrócił do tego zespołu.

### Powrót i wypożyczenie do Korony Kielce
Sezon 2009/10 rozpoczął od występu w meczu rundy eliminacyjnej Ligi Europy z Brøndby IF, zremisowanego przez Legię 1:1. W rewanżu, rozegranym w Warszawie padł wynik 2:2 i do dalszej rundy awansował zespół z Danii. W pierwszej ligowej kolejce Legia podejmowała Zagłębie Lubin. Jędrzejczyk wyszedł w podstawowym składzie, tworząc parę stoperów z Hiszpanem Astizem. W 67. minucie po dośrodkowaniu z rzutu rożnego pokonał bramkarza rywali, Aleksandra Ptaka, czym ustalił wynik spotkania na 4:0. Było to też jego pierwsze trafienie w Ekstraklasie. Do końca rundy jesiennej zagrał w trzech innych ligowych pojedynkach oraz dwóch pucharu Polski. Sztab szkoleniowy był zadowolony z postawy defensora, ale uważał, że powinien on więcej grać. Dlatego też na początku stycznia 2010 piłkarz został wypożyczony na rok do Korony Kielce. W umowie znalazł się zapis, że w razie potrzeby będzie mógł wrócić do Legii już latem. 11 stycznia rozpoczął z nowym zespołem przygotowania do rundy wiosennej, a później przebywał wraz z drużyną na obozach w Polsce i Turcji. Oficjalny debiut zaliczył pod koniec lutego, w wygranym 1:0 spotkaniu z Jagiellonią Białystok. Zaprezentował się dobrze – był bardzo pewny w obronie, od czasu do czasu włączał się też do akcji ofensywnych. W spotkaniu ze Śląskiem Wrocław w 36. minucie został ukarany dwoma żółtymi kartkami, w konsekwencji czerwoną. Pomimo szybkiego zejścia z murawy zostawił po sobie dobre wrażenie. 8 maja wystąpił w pojedynku z Lechią Gdańsk, a jego gol głową w drugiej części spotkania zapewnił Koronie utrzymanie w lidze. Ostatecznie kielecki klub uplasował się w tabeli na szóstym miejscu. W Koronie był podstawowym zawodnikiem i wystąpił łącznie w 13 meczach. Pomimo młodego wieku imponował spokojem w poczynaniach defensywnych. W bardzo trudnych sytuacjach potrafił podejmować trafne decyzje, które uchroniły zespół przed stratą goli. Dobrze prezentował się również w akcjach ofensywnych swojej drużyny. Jeszcze w trakcie trwania rundy wiosennej Legii zadeklarowała, że chce aby Jędrzejczyk powrócił do niej po zakończeniu sezonu. Trener Korony, Marcin Sasal, przyznał, że zatrzymanie obrońcy w prowadzonym przez niego zespole byłoby dobrym rozwiązaniem. Ostatecznie jednak Jędrzejczyk powrócił do Warszawy i w czerwcu udał się z klubem na zgrupowanie do Grodziska Wielkopolskiego. W sezonach 2010/11 i 2011/12 zdobył z Legią Puchar Polski, a w następnym – mistrzostwo i Puchar Polski.

### FK Krasnodar
30 maja 2013 podpisał trzyletni kontrakt z rosyjskim FK Krasnodar. Rosjanie zapłacili za niego 2,2 mln euro. W grudniu 2015 r. został wypożyczony do Legii Warszawa. Po zakończeniu sezonu wrócił do Krasnodaru.

### Powrót do Legii Warszawa
W grudniu 2016 r. Legia wykupiła go za 1 mln euro.

## Kariera reprezentacyjna
W sierpniu 2006 r. otrzymał powołanie do reprezentacji Polski U-20 na towarzyski turniej w Portugalii. W lutym następnego roku został desygnowany na konsultację szkoleniową zespołu do lat 19, która odbyła się w Gdańsku. W kwietniu przebywał natomiast na konsultacji szkoleniowej z drużyną U-20.
W połowie maja 2007 r. został powołany na konsultację szkoleniową i turniej towarzyski w Jordanii, który był ostatnią częścią przygotowań do zbliżających się Mistrzostw Świata U-20 w Kanadzie. W pierwszym meczu Polacy zremisowali z gospodarzami imprezy, a gola strzelił Jarosław Fojut. W drugim spotkaniu również zremisowali z Syrią, a w ostatnim, po raz drugi zmierzyli się z Jordanią i wygrali 3:2. 13 czerwca została ogłoszona kadra na zgrupowanie i turniej finałowy mistrzostw świata U-20; zabrakło w niej miejsca dla Jędrzejczyka.
W maju 2008 r. został powołany na trzydniową konsultację szkoleniową kadry U-21. 1 czerwca zadebiutował w niej w zremisowanym 2:2 spotkaniu z Białorusią, w którym grał do 65. minuty, po czym został zmieniony przez Michała Steinke. W sierpniu 2009 Jędrzejczyk został desygnowany przez Stefana Majewskiego na premierowy mecz zespołu do lat 23 z Walią. Zagrał w nim w drugiej połowie, kiedy to w 63. minucie zmienił Mariusza Pawelca, a Polacy pokonali rywali 2:1.
26 lipca 2010 ostał powołany przez selekcjonera reprezentacji Polski, Franciszka Smudę na towarzyski mecz z Kamerunem, który odbył się 11 sierpnia. Spotkanie zakończyło się zwycięstwem rywali 3:0, a piłkarz w pojedynku nie wystąpił. Pod koniec sierpnia oraz na początku września zagrał w dwóch meczach reprezentacji U-23 – najpierw w spotkaniu przeciwko Uzbekistanowi, a później przeciwko Iranowi.
Pod koniec września 2010 r. został powołany przez Andrzeja Zamilskiego na mecze reprezentacji U-23 z Iranem i Walią. Nie wystąpił w nich, gdyż kilka dni później został dodatkowo (w miejsce Grzegorza Wojtkowiaka) desygnowany przez selekcjonera Franciszka Smudę do kadry A na zgrupowanie w USA i Kanadzie. W jego ramach zagrał 12 października w zremisowanym 2:2 pojedynku z Ekwadorem, w którym w 61. minucie zmienił Łukasza Piszczka.
30 października 2013 został powołany przez trenera reprezentacji Polski Adama Nawałkę na dwa mecze towarzyskie ze Słowacją i Irlandią.
12 maja 2016 został powołany przez selekcjonera Adama Nawałkę do szerokiej kadry na Mistrzostwa Europy 2016 we Francji. 30 maja 2016 Adam Nawałka oficjalnie powołał go do ścisłego składu na mistrzostwa Europy.
4 czerwca 2018 został powołany do 23-osobowej kadry na Mistrzostwa Świata 2018 w Rosji. Zagrał 90 minut w wygranym meczu 1:0 z Japonią.
19 listopada 2019 na Stadionie Narodowym w Warszawie, asystował przy golu Roberta Lewandowskiego, w wygranym spotkaniu ze Słowenią 3:2.
20 października 2022 selekcjoner Czesław Michniewicz ponownie powołał go do reprezentacji, jako jednego z 47 piłkarzy tworzących szeroką kadrę na MŚ 2022 w Katarze. 10 listopada 2022 został uwzględniony w ostatecznej kadrze na MŚ. Wystąpił w meczu 3. kolejki fazy grupowej przeciwko Argentynie, zmieniając Bartosza Bereszyńskiego w 72. minucie.

## Statystyki

### Klubowe
(Aktualne na 8 listopada 2024)
| Klub                  | Sezon              | Liga               | Liga  | Liga   | Puchar kraju | Puchar kraju | Europa | Europa | Inne  | Inne   | Suma  | Suma   |
| Klub                  | Sezon              | Liga               | Mecze | Bramki | Mecze        | Bramki       | Mecze  | Bramki | Mecze | Bramki | Mecze | Bramki |
| --------------------- | ------------------ | ------------------ | ----- | ------ | ------------ | ------------ | ------ | ------ | ----- | ------ | ----- | ------ |
| Igloopol Dębica       |                    |                    |       |        | –            | –            | –      | –      | –     | –      |       |        |
| Igloopol Dębica       |                    |                    |       |        | –            | –            | –      | –      | –     | –      |       |        |
| Igloopol Dębica       | Ogólnie            | Ogólnie            | 56    | 2      | 0            | 0            | 0      | 0      | 0     | 0      | 56    | 2      |
| Legia Warszawa        | 2006/2007          | I liga             | 1     | 0      | 3            | 0            | 0      | 0      | 1     | 0      | 5     | 0      |
| Legia Warszawa        | 2009/2010          | Ekstraklasa        | 4     | 1      | 2            | 0            | 1      | 0      | –     | –      | 7     | 1      |
| Legia Warszawa        | 2010/2011          | Ekstraklasa        | 14    | 0      | 1            | 0            | –      | –      | –     | –      | 15    | 0      |
| Legia Warszawa        | 2011/2012          | Ekstraklasa        | 27    | 0      | 5            | 0            | 10     | 0      | –     | –      | 42    | 0      |
| Legia Warszawa        | 2012/2013          | Ekstraklasa        | 25    | 2      | 9            | 1            | 5      | 0      | 1     | 0      | 39    | 3      |
| Legia Warszawa        | Ogólnie            | Ogólnie            | 71    | 3      | 20           | 1            | 16     | 0      | 2     | 0      | 109   | 4      |
| GKS Jastrzębie (wyp.) | 2007/2008          | I liga             | 23    | 0      | 0            | 0            | –      | –      | –     | –      | 23    | 0      |
| GKS Jastrzębie (wyp.) | Ogólnie            | Ogólnie            | 23    | 0      | 0            | 0            | 0      | 0      | 0     | 0      | 23    | 0      |
| Dolcan Ząbki (wyp.)   | 2008/2009          | I liga             | 28    | 2      | 0            | 0            | –      | –      | –     | –      | 28    | 2      |
| Dolcan Ząbki (wyp.)   | Ogólnie            | Ogólnie            | 28    | 2      | 0            | 0            | 0      | 0      | 0     | 0      | 28    | 2      |
| Korona Kielce (wyp.)  | 2009/2010          | Ekstraklasa        | 11    | 1      | 2            | 0            | –      | –      | –     | –      | 13    | 1      |
| Korona Kielce (wyp.)  | Ogólnie            | Ogólnie            | 11    | 1      | 2            | 0            | 0      | 0      | 0     | 0      | 13    | 1      |
| FK Krasnodar          | 2013/2014          | Priemjer-Liga      | 27    | 1      | 3            | 0            | –      | –      | –     | –      | 30    | 1      |
| FK Krasnodar          | 2014/2015          | Priemjer-Liga      | 14    | 0      | 2            | 0            | 9      | 0      | –     | –      | 25    | 0      |
| FK Krasnodar          | 2015/2016          | Priemjer-Liga      | 6     | 0      | 2            | 0            | 7      | 0      | –     | –      | 15    | 0      |
| FK Krasnodar          | 2016/2017          | Priemjer-Liga      | 13    | 0      | 0            | 0            | 8      | 1      | –     | –      | 21    | 1      |
| FK Krasnodar          | Ogólnie            | Ogólnie            | 60    | 1      | 7            | 0            | 24     | 1      | 0     | 0      | 91    | 2      |
| Legia Warszawa (wyp.) | 2015/2016          | Ekstraklasa        | 16    | 1      | 1            | 0            | –      | –      | –     | –      | 17    | 1      |
| Legia Warszawa        | 2016/2017          | Ekstraklasa        | 16    | 1      | 0            | 0            | 0      | 0      | –     | –      | 16    | 1      |
| Legia Warszawa        | 2017/2018          | Ekstraklasa        | 20    | 0      | 4            | 0            | 6      | 0      | 1     | 0      | 31    | 0      |
| Legia Warszawa        | 2018/2019          | Ekstraklasa        | 31    | 3      | 3            | 0            | 0      | 0      | 0     | 0      | 34    | 3      |
| Legia Warszawa        | 2019/2020          | Ekstraklasa        | 29    | 0      | 4            | 0            | 8      | 0      | –     | –      | 41    | 0      |
| Legia Warszawa        | 2020/2021          | Ekstraklasa        | 27    | 0      | 4            | 0            | 4      | 0      | 0     | 0      | 35    | 0      |
| Legia Warszawa        | 2021/2022          | Ekstraklasa        | 19    | 0      | 2            | 0            | 12     | 0      | 0     | 0      | 33    | 0      |
| Legia Warszawa        | 2022/2023          | Ekstraklasa        | 26    | 0      | 4            | 0            | –      | –      | 0     | 0      | 31    | 0      |
| Legia Warszawa        | 2023/2024          | Ekstraklasa        | 21    | 0      | 2            | 0            | 11     | 0      | 1     | 0      | 2     | 0      |
| Legia Warszawa        | 2024/2025          | Ekstraklasa        | 7     | 0      | 0            | 0            | 5      | 1      | 0     | 0      | 12    | 1      |
| Legia Warszawa        | Ogólnie            | Ogólnie            | 196   | 4      | 23           | 0            | 46     | 1      | 2     | 0      | 267   | 5      |
| Ogólnie w karierze    | Ogólnie w karierze | Ogólnie w karierze | 450   | 14     | 50           | 1            | 86     | 2      | 4     | 0      | 570   | 17     |

### Reprezentacyjne
(aktualne na 30 listopada 2022)
| Reprezentacja | Rok     | Mecze | Bramki |
| ------------- | ------- | ----- | ------ |
| Polska        |         |       |        |
| 2010          | 1       | 0     |        |
| 2012          | 1       | 1     |        |
| 2013          | 9       | 0     |        |
| 2014          | 4       | 1     |        |
| 2015          | 1       | 0     |        |
| 2016          | 12      | 1     |        |
| 2017          | 5       | 0     |        |
| 2018          | 6       | 0     |        |
| 2019          | 1       | 0     |        |
| 2022          | 1       | 0     |        |
| Ogólnie       | Ogólnie | 41    | 3      |

| Mecze i gole w reprezentacji | Mecze i gole w reprezentacji | Mecze i gole w reprezentacji | Mecze i gole w reprezentacji | Mecze i gole w reprezentacji | Mecze i gole w reprezentacji | Mecze i gole w reprezentacji         |
| Lp.                          | Data                         | Miasto                       | Przeciwnik                   | Gol                          | Wynik                        | Rozgrywki                            |
| ---------------------------- | ---------------------------- | ---------------------------- | ---------------------------- | ---------------------------- | ---------------------------- | ------------------------------------ |
| 1.                           | 12.10.2010                   | Montreal                     | Ekwador                      |                              | 2:2                          | towarzyski                           |
| 2.                           | 14.12.2012                   | Antalya                      | Macedonia Północna           | Gol                          | 4:1                          | towarzyski                           |
| 3.                           | 02.02.2013                   | Malaga                       | Rumunia                      |                              | 4:1                          | towarzyski, (nieuznawany przez FIFA) |
| 4.                           | 04.06.2013                   | Kraków                       | Liechtenstein                |                              | 2:0                          | towarzyski                           |
| 5.                           | 07.06.2013                   | Kiszyniów                    | Mołdawia                     |                              | 1:1                          | el. MŚ 2014                          |
| 6.                           | 14.08.2013                   | Gdańsk                       | Dania                        |                              | 3:2                          | towarzyski                           |
| 7.                           | 06.09.2013                   | Warszawa                     | Czarnogóra                   |                              | 1:1                          | el. MŚ 2014                          |
| 8.                           | 10.09.2013                   | Serravalle                   | San Marino                   |                              | 5:1                          | el. MŚ 2014                          |
| 9.                           | 11.10.2013                   | Charków                      | Ukraina                      |                              | 0:1                          | el. MŚ 2014                          |
| 10.                          | 15.10.2013                   | Londyn                       | Anglia                       |                              | 0:2                          | el. MŚ 2014                          |
| 11.                          | 15.11.2013                   | Wrocław                      | Słowacja                     |                              | 0:2                          | towarzyski                           |
| 12.                          | 11.10.2014                   | Warszawa                     | Niemcy                       |                              | 2:0                          | el. ME 2016                          |
| 13.                          | 14.10.2014                   | Warszawa                     | Szkocja                      |                              | 2:2                          | el. ME 2016                          |
| 14.                          | 14.11.2014                   | Tbilisi                      | Gruzja                       |                              | 4:0                          | el. ME 2016                          |
| 15.                          | 18.11.2014                   | Wrocław                      | Szwajcaria                   | Gol                          | 2:2                          | towarzyski                           |
| 16.                          | 17.11.2015                   | Wrocław                      | Czechy                       |                              | 3:1                          | towarzyski                           |
| 17.                          | 26.03.2016                   | Wrocław                      | Finlandia                    |                              | 5:0                          | towarzyski                           |
| 18.                          | 01.06.2016                   | Gdańsk                       | Holandia                     | Gol                          | 1:2                          | towarzyski                           |
| 19.                          | 06.06.2016                   | Kraków                       | Litwa                        |                              | 0:0                          | towarzyski                           |
| 20.                          | 12.06.2016                   | Nicea                        | Irlandia Północna            |                              | 1:0                          | ME 2016                              |
| 21.                          | 16.06.2016                   | Saint-Denis                  | Niemcy                       |                              | 0:0                          | ME 2016                              |
| 22.                          | 21.06.2016                   | Marsylia                     | Ukraina                      |                              | 1:0                          | ME 2016                              |
| 23.                          | 25.06.2016                   | Saint-Étienne                | Szwajcaria                   |                              | 1:1 (k. 5:4)                 | ME 2016                              |
| 24.                          | 30.06.2016                   | Marsylia                     | Portugalia                   |                              | 1:1 (k. 3:5)                 | ME 2016                              |
| 25.                          | 08.10.2016                   | Warszawa                     | Dania                        |                              | 3:2                          | el. MŚ 2018                          |
| 26.                          | 11.10.2016                   | Warszawa                     | Armenia                      |                              | 2:1                          | el. MŚ 2018                          |
| 27.                          | 11.11.2016                   | Bukareszt                    | Rumunia                      |                              | 3:0                          | el. MŚ 2018                          |
| 28.                          | 14.11.2016                   | Wrocław                      | Słowenia                     |                              | 1:1                          | towarzyski                           |
| 29.                          | 26.03.2017                   | Podgorica                    | Czarnogóra                   |                              | 2:1                          | el. MŚ 2018                          |
| 30.                          | 10.06.2017                   | Warszawa                     | Rumunia                      |                              | 3:1                          | el. MŚ 2018                          |
| 31.                          | 01.09.2017                   | Kopenhaga                    | Dania                        |                              | 0:4                          | el. MŚ 2018                          |
| 32.                          | 10.11.2017                   | Warszawa                     | Urugwaj                      |                              | 0:0                          | towarzyski                           |
| 33.                          | 13.11.2017                   | Gdańsk                       | Meksyk                       |                              | 0:1                          | towarzyski                           |
| 34.                          | 23.03.2018                   | Wrocław                      | Nigeria                      |                              | 0:1                          | towarzyski                           |
| 35.                          | 27.03.2018                   | Chorzów                      | Korea Południowa             |                              | 3:2                          | towarzyski                           |
| 36.                          | 12.06.2018                   | Warszawa                     | Litwa                        |                              | 4:0                          | towarzyski                           |
| 37.                          | 28.06.2018                   | Wołgograd                    | Japonia                      |                              | 1:0                          | MŚ 2018                              |
| 38.                          | 11.10.2018                   | Chorzów                      | Portugalia                   |                              | 2:3                          | LN 2018/2019                         |
| 39.                          | 14.10.2018                   | Chorzów                      | Włochy                       |                              | 0:1                          | LN 2018/2019                         |
| 40.                          | 19.11.2019                   | Warszawa                     | Słowenia                     |                              | 3:2                          | el. ME 2020                          |
| 41.                          | 30.11.2022                   | Doha                         | Argentyna                    |                              | 0:2                          | MŚ 2022                              |

## Sukcesy

### Legia Warszawa
- Mistrzostwo Polski: 2012/2013, 2015/2016, 2016/2017, 2017/2018, 2019/2020, 2020/2021[67]
- Puchar Polski: 2010/2011, 2011/2012, 2012/2013, 2015/2016, 2017/2018, 2022/2023[68], 2024/2025[69]
- Superpuchar Polski: 2023[70]

## Życie prywatne
28 grudnia 2014 wziął ślub z Agnieszką Jurczyk. 14 sierpnia 2018 para doczekała się córki Oliwii.